# سد شهيد كاظمي (بهي فيض الله بيغي)
سد شهید کاظمي (بالفارسية: سد شهید کاظمی) هي مستوطنة تقع في إيران في قسم بهي فیض الله بیغي الريفي.